# West Bromwich Albion Football Club
West Bromwich Albion Football Club é um clube inglês de futebol fundado em 1878 por trabalhadores da Salter's Spring Works, em West Bromwich, na região de West Midlands, na Inglaterra. 
A equipe realiza seus jogos no estádio The Hawthorns, próprio, com capacidade para 26.850 pessoas. 
O clube conquistou o Campeonato Inglês na temporada 1919–20, e por cinco vezes a FA Cup, sendo a primeira em 1888 e a última em 1968, também tendo conquistado a Football League Cup em 1966.
O West Brom foi um dos fundadores da Liga Inglesa de futebol, em 1888, disputando em grande parte de sua história a Primeira Divisão do campeonato Inglês, sendo o décimo primeiro clube com mais participações e pontos conquistados nela, com a Temporada 2020–21 sendo a sua 81ª na elite. O West Brom teve seu maior número de temporadas seguidas na Primeira Divisão entre 1949 e 1973, e entre 1986 e 2002 teve seu maior número de temporadas seguidas sem disputar a divisão principal.

## História

### Primeiros anos (1878–1950)

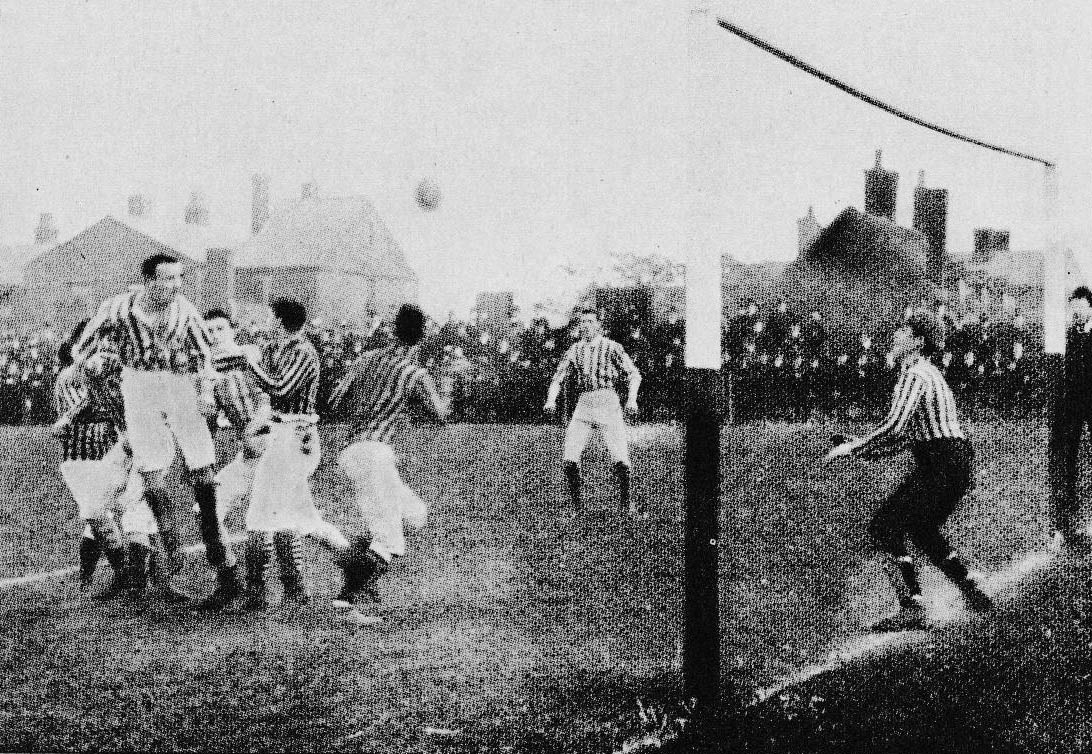
West Bromwich Albion competindo na final da FA Cup de 1887

O clube foi fundado como West Bromwich Strollers em 1878 por trabalhadores da George Salter's Spring Works em West Bromwich, no Black Country. O nome do clube foi alterado para West Bromwich Albion em 1880, tornando-se o primeiro time a adotar o sufixo Albion; Albion era um distrito de West Bromwich onde alguns dos jogadores moravam ou trabalhavam, perto do que hoje é Greets Green. O clube se associou à Birmingham & District Football Association em 1881 e se qualificou para sua primeira competição, a Birmingham Cup. O time chegou às quartas de final, derrotando vários clubes estabelecidos há mais tempo. Em 1883, o Albion ganhou seu primeiro troféu, a Staffordshire Senior Cup. O Albion se filiou à Football Association no mesmo ano, o que lhe permitiu participar da FA Cup pela primeira vez na temporada de 1883–84. Em 1885, o clube se profissionalizou e, em 1886, a equipe chegou à final da FA Cup pela primeira vez, empatando 0 a 0 no primeiro jogo e perdendo por 2 a 0 para o Blackburn Rovers no replay. A equipe chegou à final novamente em 1887, mas perdeu por 2 a 0 para o Aston Villa. Em 1888, a equipe ganhou a FA Cup pela primeira vez, derrotando o favorito Preston North End por 2 a 1 na final. Como vencedores da FA Cup, eles se qualificaram para disputar um jogo da Football World Championship contra o Renton, vencedor da Scottish Cup, que terminou com uma derrota por 4 a 1.

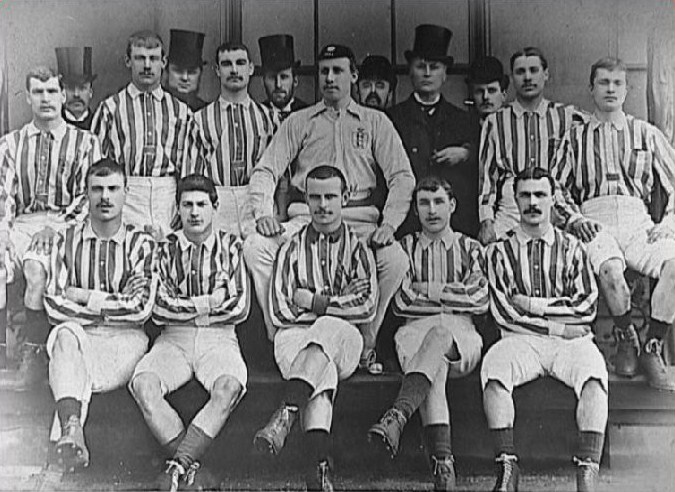
O time Albion de 1888, vencedor da FA Cup e membro fundador da Football League

Em março de 1888, William McGregor escreveu para o que ele considerava serem os cinco principais times ingleses, incluindo o Albion, informando-os de sua intenção de formar uma associação de clubes que jogariam entre si em casa e fora a cada temporada. Assim, quando a English Football League foi criada no final daquele ano, o Albion se tornou um dos doze membros fundadores. O segundo sucesso do Albion na FA Cup veio em 1892, vencendo o Aston Villa por 3 a 0. O time enfrentou o Villa novamente na final de 1895, mas perdeu por 1 a 0. A equipe foi rebaixada para a Segunda Divisão em 1900–01, sua primeira temporada no Hawthorns. Foi promovida como campeã na temporada seguinte, mas foi rebaixada novamente em 1903–04. O clube venceu o campeonato da Segunda Divisão mais uma vez em 1910–11 e, na temporada seguinte, chegou a outra final da FA Cup, onde foi derrotado pelo Barnsley da Segunda Divisão em um jogo de replay.
O Albion conquistou o título da Football League em 1919–20 pela única vez em sua história após o fim da Primeira Guerra Mundial, com um total de 104 gols e 60 pontos, quebrando os recordes anteriores da liga. O time terminou como vice-campeão da First Division em 1924–25, perdendo por pouco para o Huddersfield Town, mas foi rebaixado em 1926–27. Em 1930–31, o time foi promovido e ganhou a FA Cup, derrotando o Birmingham por 2 a 1 na final. A "dobradinha" de ganhar a FA Cup e a promoção nunca foi alcançada antes ou depois disso. O Albion chegou à final novamente em 1935, perdendo para o Sheffield Wednesday, mas foi rebaixado três anos depois. O clube foi promovido em 1948–49, e seguiu-se o mais longo período ininterrupto do clube na primeira divisão do futebol inglês, um total de 24 anos.

### Sucesso e declínio (1950–1992)

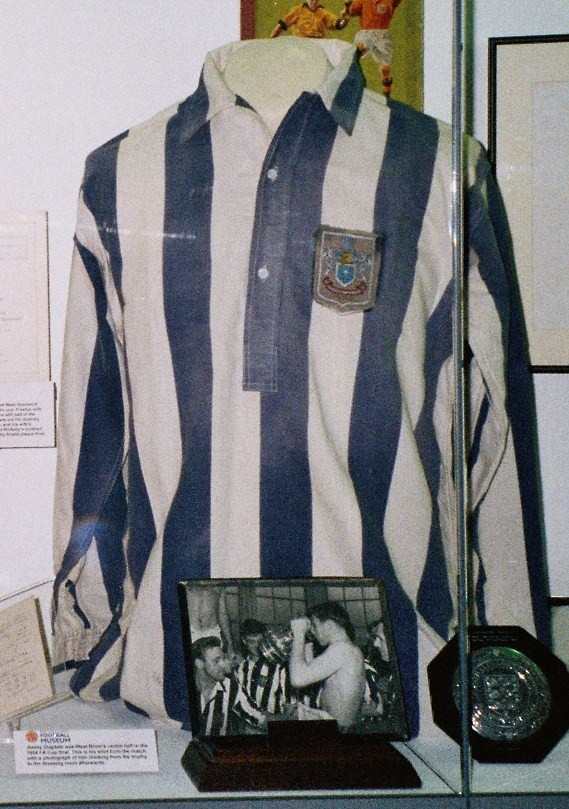
Memorabilia da final da FA Cup de 1954

Em 1953–54, o Albion chegou perto de ser o primeiro time do século XX a vencer a dobradinha Liga e Copa. Eles conseguiram vencer a FA Cup, derrotando o Preston North End por 3 a 2, mas as lesões e a perda de forma no final da temporada fizeram com que eles terminassem como vice-campeões da liga, perdendo para o Wolverhampton Wanderers, seu maior rival. Apesar disso, o Albion ficou conhecido por seu futebol fluente e ofensivo, com o time de 1953–54 sendo aclamado como o "Time do Século". Um jornal nacional chegou a sugerir que o time fosse escolhido em massa para representar a Inglaterra nas finais da Copa do Mundo de 1954. O Albion continuou sendo um dos principais times ingleses durante o restante da década, chegando à semifinal da FA Cup de 1957 e alcançando três classificações consecutivas entre os cinco primeiros colocados na Division One entre 1957–58 e 1959–60.
Embora seu desempenho na liga tenha sido menos impressionante durante os anos 1960, a segunda metade da década viu o West Brom estabelecer uma reputação de sucesso nas copas. O Albion participou da Copa da Liga pela primeira vez em 1965–66 e, sob o comando do técnico Jimmy Hagan, venceu a final ao derrotar o West Ham United por 5 a 3 no placar agregado. Essa foi a última final em duas partidas e, no ano seguinte, o Albion chegou à final novamente, a primeira disputada em Wembley. Eles perderam por 3 a 2 para o Queens Park Rangers, da Terceira Divisão, depois de estarem vencendo por 2 a 0 no intervalo. A boa fase do Albion nas copas continuou sob o comando de Alan Ashman, sucessor de Hagan. Ele levou o clube ao seu último grande troféu até então, a FA Cup de 1968, quando venceu o Everton na prorrogação graças a um único gol de Jeff Astle. O Albion chegou à semifinal da FA Cup e às quartas de final da Taça dos Clubes Vencedores de Taças em 1968–69, e foi derrotado por 2 a 1 pelo Manchester City na final da Copa da Liga de 1970.

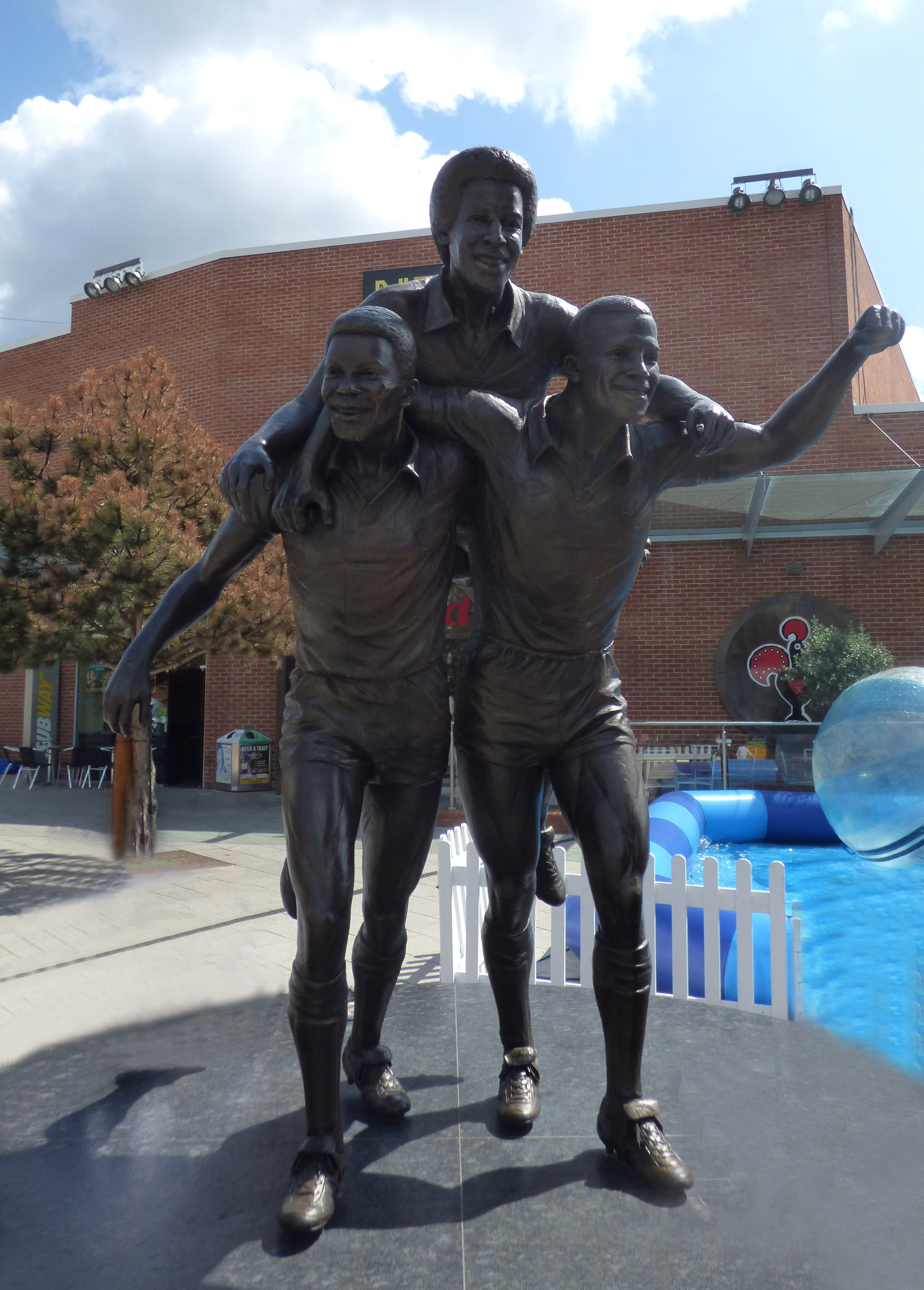
Estátua dos Três Graus por Graham Ibbeson, em West Bromwich

O clube teve menos sucesso durante o reinado de Don Howe e foi rebaixado para a Segunda Divisão no final de 1972–73, mas foi promovido três anos depois sob a orientação do jogador-treinador Johnny Giles. Sob o comando de Ron Atkinson, o Albion chegou à semifinal da FA Cup de 1977–78, mas perdeu para o Ipswich Town. Em maio daquele ano, o Albion se tornou o primeiro time profissional inglês a jogar na China, ficando invicto em sua viagem de cinco jogos. Em 1978–79, o time terminou em terceiro lugar na Divisão Um, sua melhor colocação em mais de 20 anos, e também chegou às quartas de final da Copa da UEFA, onde foi derrotado pelo Estrela Vermelha de Belgrado. O time nessa época era notável por ter colocado em campo simultaneamente três jogadores negros: Cyrille Regis, Laurie Cunningham e Brendon Batson; e é considerado parte integrante da aceitação de jogadores de futebol negros nas ligas inglesas. Em sua segunda passagem como técnico, Ronnie Allen levou o time às duas semifinais da copa nacional em 1981–82. Em meados da década de 1980, teve início o mais longo e profundo declínio do Albion. O time foi rebaixado em 1985–86 com o pior registro da história do clube, iniciando um período de 16 anos fora da primeira divisão. Cinco anos depois 1990–91, o clube foi rebaixado para a Third Division pela primeira e única vez.

### Anos recentes (1992 até o presente)
O Albion passou a maior parte de sua história na primeira divisão do futebol inglês, mas quando a Premier League foi fundada em 1992, o clube se viu na terceira divisão, que havia sido renomeada para Division Two. Em 1992–93, o Albion terminou em quarto lugar e participou dos play-offs pela primeira vez. Na primeira aparição do Albion em Wembley em mais de 20 anos - e a última no estádio original -, o clube venceu o Port Vale por 3 a 0 e retornou à segunda divisão - agora renomeada como Primeira Divisão. O técnico Osvaldo Ardiles foi para o Tottenham Hotspur, no entanto, e uma sucessão de técnicos nas temporadas seguintes fez com que o Albion consolidasse seu status na Primeira Divisão sem nunca ter enfrentado um desafio sério de promoção.

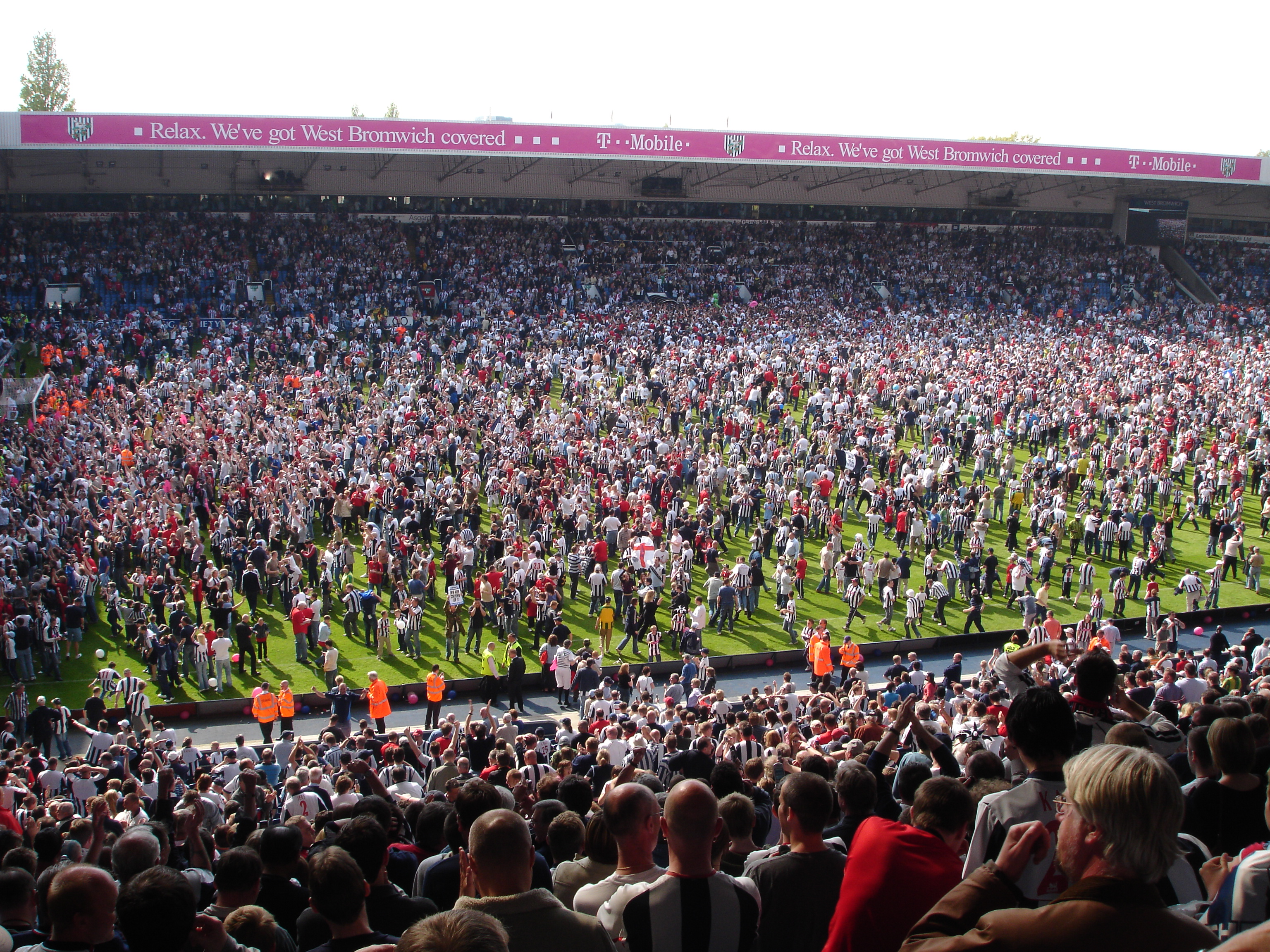
Cenas da multidão após The Great Escape, 15 de maio de 2005. Os torcedores entram no gramado depois que o clube conseguiu sobreviver ao rebaixamento, tendo ficado em último lugar antes da última rodada da liga.

A nomeação de Gary Megson, em março de 2000, foi o prenúncio de uma reviravolta na sorte do clube. Megson levou o Albion à segurança da Division One em 2000–01 e aos play-offs um ano depois. Ele levou o clube à promoção para a Premier League em 2001–02. Depois de ser rebaixado em sua primeira temporada na Premier League, o clube retornou imediatamente à First Division de 2003–04. Em 2004–05, o sucessor de Megson, o ex-meio-campista do Albion, Bryan Robson, conduziu a equipe a uma "Grande Fuga" no último dia, quando o Albion se tornou o primeiro clube da Premier League a evitar o rebaixamento, tendo ficado em último lugar na tabela no Natal, bem como em último lugar no último dia da temporada. O clube não conseguiu evitar o rebaixamento na temporada seguinte, e Robson foi substituído por Tony Mowbray em outubro de 2006. O clube disputou a final dos play-offs da Championship no novo Estádio de Wembley em 28 de maio de 2007, mas perdeu por 1 a 0 para o Derby County. Na temporada seguinte, Mowbray levou o Baggies a Wembley novamente, dessa vez nas semifinais da FA Cup, onde perdeu por 1 a 0 para o Portsmouth. Um mês depois, o Albion foi promovido à Premier League como vencedor da Championship, mas foi rebaixado no final da campanha de 2008–09. Mowbray deixou o clube e foi substituído por Roberto Di Matteo, que levou o clube de volta à Premier League na primeira tentativa, mas foi demitido em fevereiro de 2011 e substituído por Roy Hodgson.

Gráfico das posições históricas da tabela do West Bromwich Albion na English Football League

Hodgson levou o Albion a terminar em 11º lugar na temporada 2010–11. Depois, seguiu-se uma sequência de oito temporadas contínuas na Premier League. Isso incluiu um 8º lugar em 2012–13 sob o comando de Steve Clarke e o 10º lugar sob o comando de Roy Hodgson em 2011–12 e Tony Pulis em 2016–17. Em 5 de agosto de 2016, foi anunciado que o proprietário de longa data Jeremy Peace havia vendido o clube para um grupo de investimento chinês liderado por Lai Guochuan. Nessa época, o clube começou a entrar em um estado de torpor e foi rebaixado no final da temporada 2017–18, encerrando sua permanência de oito anos na Premier League. Pulis e seu substituto, Alan Pardew, foram demitidos durante a temporada. O Albion terminou em quarto lugar em sua primeira temporada de volta à EFL Championship sob a gestão de Darren Moore, perdendo a semifinal do play-off da Championship contra o Aston Villa nos pênaltis. Slaven Bilić assumiu o cargo de chefe em 13 de junho de 2019, e levou o Albion à promoção automática de volta à Premier League durante a temporada 2019–20. De volta à Premier League, Bilić foi demitido de forma polêmica em 16 de dezembro de 2020, com Sam Allardyce nomeado como seu substituto no mesmo dia. Depois que o Albion foi rebaixado da Premier League no final da temporada 2020–21, Allardyce renunciou ao cargo.O clube teve resultados decepcionantes na Championship durante os mandatos de Valérien Ismaël e depois Steve Bruce, que deixou o clube na zona de rebaixamento na temporada 2022–23. O ex-técnico substituto de Marcelo Bielsa, Carlos Corberán, foi nomeado sucessor em 25 de outubro. Ele afastou o Albion da zona de rebaixamento e o levou ao 9º lugar no final da temporada.
Em 15 de fevereiro de 2024, foi anunciado que o empresário Shilen Patel, da Flórida, e seu pai Kiran C Patel haviam chegado a um acordo para adquirir uma participação de 87,8% no clube. Como parte do acordo, Shilen Patel também seria nomeado presidente do clube.

## Estádio

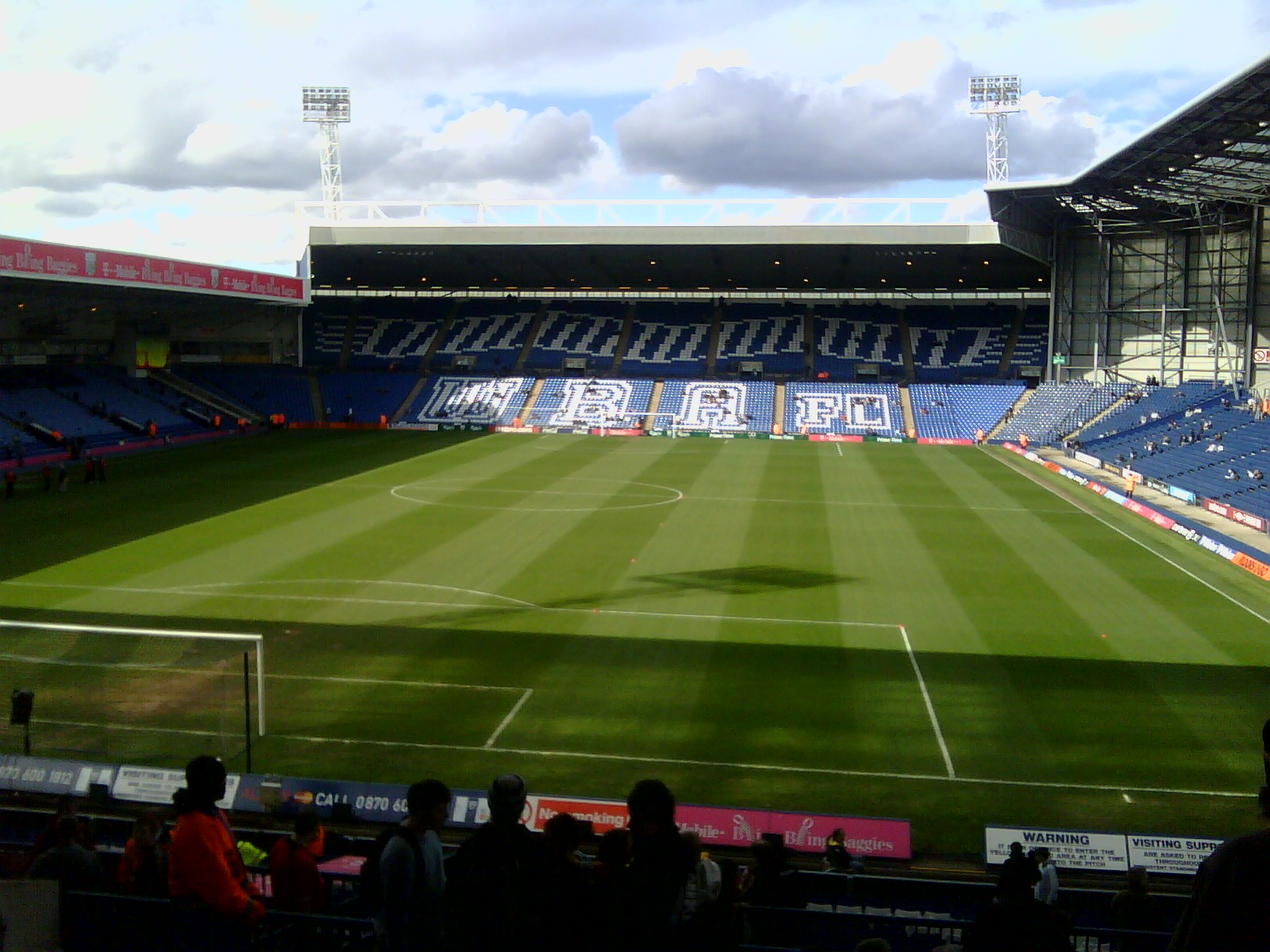
The Hawthorns

A velocidade com que o clube se estabeleceu após sua fundação é ilustrada pelo fato de que ele superou quatro campos sucessivos em seus primeiros sete anos. O primeiro foi o Cooper's Hill, onde o time jogou de 1878 a 1879. De 1879 a 1881, o time parece ter alternado entre Cooper's Hill e Dartmouth Park. Durante a temporada de 1881–82, o time jogou no Bunn's Field, também conhecido como Birches. Esse campo tinha capacidade para 1.500 a 2.000 pessoas e foi o primeiro campo fechado do Albion, permitindo que o clube cobrasse uma taxa de entrada pela primeira vez. De 1882 a 1885, com o aumento da popularidade do futebol, o Albion alugou o campo Four Acres do bem estabelecido West Bromwich Dartmouth Cricket Club. Mas eles rapidamente superaram o tamanho dessa nova casa e logo precisaram se mudar novamente. De 1885 a 1900, o Albion jogou em Stoney Lane; o período em que jogaram nesse campo foi, sem dúvida, o mais bem-sucedido da história do clube, já que venceram a FA Cup duas vezes e foram vice-campeões três vezes.

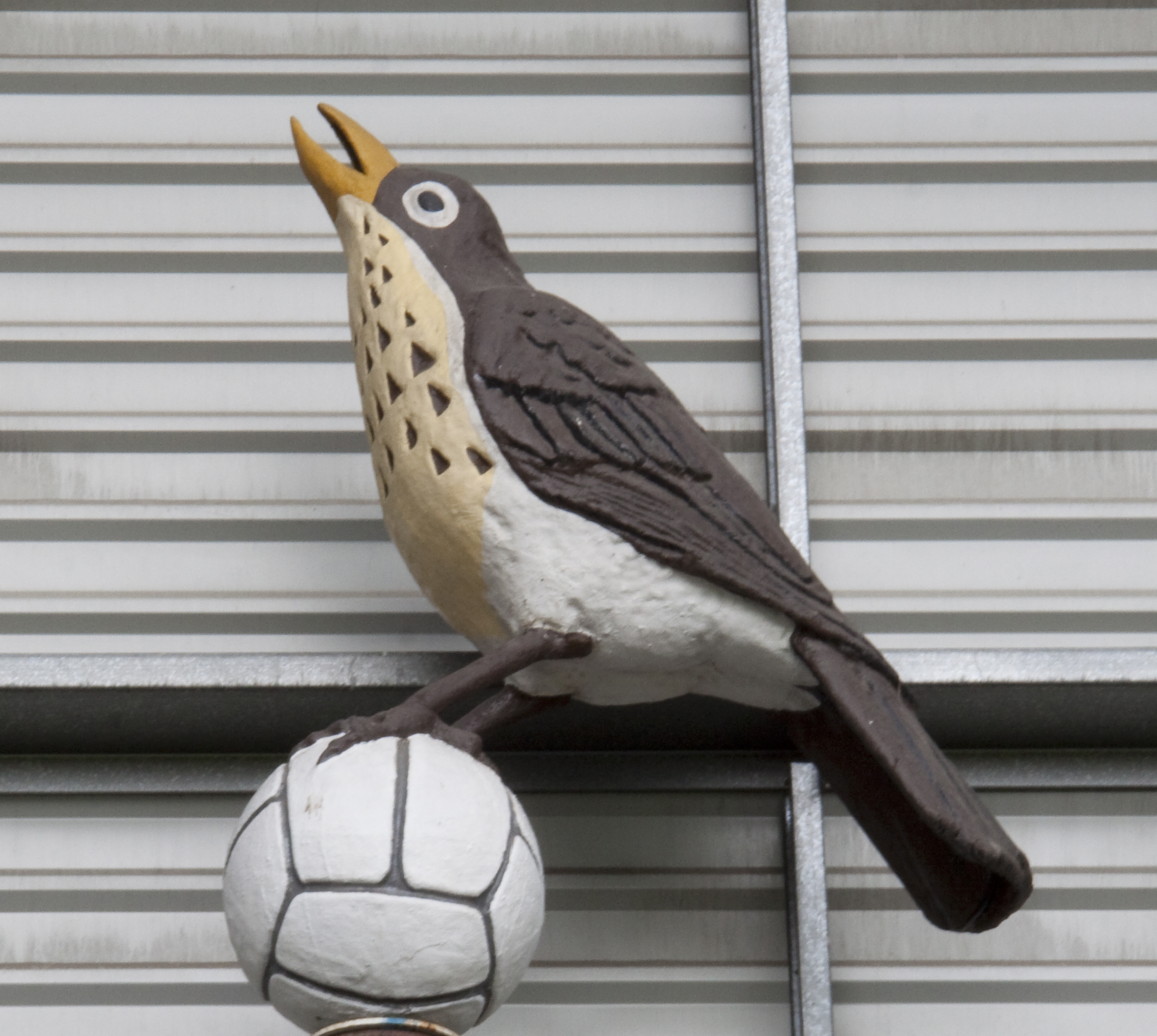
A efígie do tordo tem sido uma característica da Woodman Corner desde a década de 1970.

Em 1900, quando o contrato de aluguel de Stoney Lane expirou, o clube precisou novamente de um campo maior e, assim, fez sua última mudança até o momento. Todos os campos anteriores do Albion ficavam próximos ao centro de West Bromwich, mas, nessa ocasião, o clube foi para um local na fronteira da cidade com Handsworth e Smethwick. O novo campo foi batizado de The Hawthorns, em homenagem aos arbustos de espinheiro que cobriam a área e que foram removidos para abrir caminho para o estádio. O Albion empatou em 1 a 1 com o Derby County na primeira partida no estádio, em 3 de setembro de 1900. O recorde de público no Hawthorns foi em 6 de março de 1937, quando 64.815 espectadores viram o Albion vencer o Arsenal por 3 a 1 nas quartas de final da FA Cup. O Hawthorns se tornou um estádio com as arquibancadas completamente formadas por cadeiras na década de 1990, a fim de cumprir as recomendações do Relatório Taylor. Sua capacidade atual é de 26.688 espectadores, as quatro arquibancadas são conhecidas respectivamente como Birmingham Road End, Smethwick End, East Stand e West Stand (Halfords Lane). A uma altitude de 168 m acima do nível do mar, o Hawthorns é o mais alto de todos os 92 estádios da Premier League e da Football League.
O The Hawthorns é certificado pelas mais altas superfícies de gramado da UEFA, o que significa que está pronto para sediar praticamente qualquer competição, se necessário. A West Stand tem potencial para ser desenvolvida sobre a Halfords Lane na parte de trás da arquibancada para permitir uma camada superior, elevando a capacidade do The Hawthorns para cerca de 30.000.

O West Bromwich Albion possui lojas de varejo nos arredores do The Hawthorns, incluindo a Stadium Megastore e, sazonalmente, uma loja do clube no centro da cidade de West Bromwich. O clube também é proprietário do antigo Hawthorns Pub, um edifício classificado como Grau II atrás da West Stand, na esquina da Halfords Lane com a Birmingham Road. Esse pub tem servido como a fanzone oficial do clube, com bares licenciados, música ao vivo, os favoritos dos torcedores, como mascotes e atividades infantis, além de ser compartilhado com uma loja de alimentos de rua. O pub concorre com o pub The Vine, em Roebuck Lane, um destino popular para os torcedores visitantes e da casa durante todo o ano.

## Rivalidades
Historicamente, o maior rival do Albion era o Aston Villa, da vizinha Birmingham. Os dois clubes disputaram três finais da FA Cup entre 1887 e 1895 (o Villa venceu duas e o Albion uma). No entanto, mais recentemente, alguns torcedores do Albion tendem a ver o Wolverhampton Wanderers como o seu principal rival, sobretudo porque, entre 1989 e 2002, o Albion e o Villa nunca estiveram na mesma divisão, mas o Albion esteve na mesma divisão que o Wolves durante 11 das 14 temporadas. Esta situação levou a que os torcedores do Aston Villa considerassem o Birmingham City como o seu maior rival. Existe também uma rivalidade menos acesa com o Birmingham City, com quem o Albion disputou a final da FA Cup de 1931, bem como uma semifinal em 1968.
Vários hooligans associam-se ao Albion, incluindo a Section 5, a Clubhouse e a Smethwick Mob.

### Black Country Derby
O Albion e o Wolves disputam o Black Country Derby, um dos mais antigos do futebol mundial. É considerado uma das rivalidades mais ferozes do futebol inglês. Uma pesquisa realizada em 2008 concluiu que se trata da rivalidade mais intensa do país, com um em cada quatro torcedores de ambos os clubes a afirmar que a sua rivalidade é muito mais profunda do que o futebol. As duas equipes já se enfrentaram 160 vezes, tendo o primeiro grande confronto sido um jogo da FA Cup em 1886. A rivalidade ganhou proeminência quando os dois clubes disputaram o título da liga em 1953–54 e, durante a década de 1990, intensificou-se até atingir novos patamares entre os torcedores, com ambos os clubes estavam abatidos na First Division durante grande parte da década e apenas o orgulho local em jogo. Além disso, em 2002, o Albion saiu de uma desvantagem de 11 pontos para ultrapassar o Wolves e ser promovido. A rivalidade acentuou-se ainda mais depois de as equipes se terem enfrentado nos play-offs de 2007. Uma outra pesquisa realizado em 2004 pelo Planetfootball.com confirmou que a maioria dos torcedores do Albion e do Wolves considera o outro como o seu principal rival. Em fevereiro de 2012, os Baggies venceram os Wolves por 5-1 fora de casa, com Peter Odemwingie a marcando três gols. O jogo ficou conhecido como o "dérbi da demolição" e continua sendo o Black Country Derby com mais gols do século XXI. Apesar da sua localização geográfica, o Walsall, outro clube de Black Country, é visto como um rival de menor importância, tendo jogado numa divisão inferior à do Albion durante a maior parte da sua história.

### Rivalidade entre o West Bromwich Albion e o Aston Villa
Classificado pelo The Daily Telegraph em 2010 como o mais feroz da região, os jogos entre o o Aston Villa e o West Bromwich são particularmente ferozes. Os dois defrontaram-se pela primeira vez a 9 de dezembro de 1882, na segunda ronda da Staffordshire Cup: O Villa empatou 3-3 perante 13.900 torcedoress, enquanto no replay o West Brom venceu por um único gol, com um público de 10.500 pessoas. Em 3 de janeiro de 1885, as duas equipes se enfrentaram pela primeira vez na terceira rodada da FA Cup: um empate sem gols no West Brom foi seguido por uma vitória por 3 a 0 do Villa fora de casa. No ano seguinte, as duas equipes se tornaram membros fundadores da Football League. Eles se enfrentaram pela primeira vez em um jogo da liga em 19 de janeiro de 1889, com o Villa vencendo por 2 a 0 em casa, antes de um empate na semana seguinte, que terminou em 3 a 3. Os dois times se enfrentaram em mais duas finais da FA Cup no século 19, com uma vitória de 3 a 0 para o West Brom em 1892 e uma vitória de 1 a 0 para o Aston Villa em 1895.
O Birmingham City foi rebaixado da Premier League em 2011 e o Wolverhampton Wanderers uma temporada depois, deixando o Aston Villa e o West Brom como os únicos times de West Midlands na primeira divisão da Inglaterra. Sem seus respectivos rivais principais e com o Albion terminando acima de seus rivais mais próximos pela segunda temporada consecutiva, a rivalidade histórica foi reacendida para a competitividade anterior à década de 1990. No final da temporada 2015–16, o Aston Villa foi rebaixado, deixando o West Brom como a única equipe de West Midlands na primeira divisão para a temporada 2016–17. Após o rebaixamento do Albion no final da Premier League de 2017–18, as equipes se enfrentaram na Championship. Nas semifinais dos play-offs da EFL Championship de 2018, o Villa eliminou o Albion nos pênaltis de forma controversa, depois que o Albion teve dois homens expulsos nos dois jogos.

### Cultura dos torcedores
O  West Bromwich Albion Supporters Club foi fundado em 4 de outubro de 1951. Desde então, mais de 30 filiais foram estabelecidas em todo o Reino Unido e internacionalmente em Jersey, Irlanda, Espanha, Malta, Croácia, Estados Unidos, Emirados Árabes Unidos, Índia, Tailândia e Austrália. Há também grupos de torcedores para pessoas com deficiências, para apoio à saúde mental, torcedores Punjabi, torcedores dos serviços de emergência e das forças armadas, e pessoas LGBT.

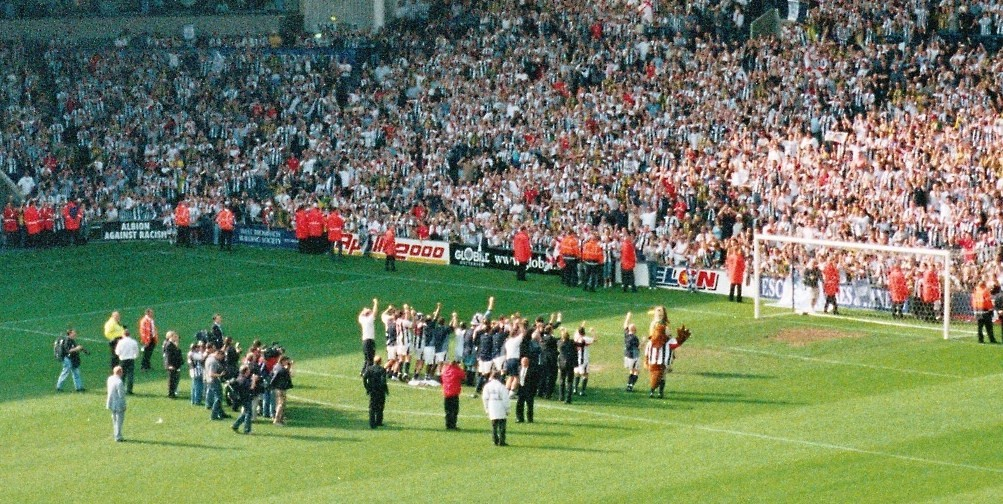
Os torcedores e jogadores do West Brom comemoram juntos com o cântico "Boing Boing".

O "hino do clube" do Albion é The Lord's my Shepherd (O Senhor é meu Pastor), uma versão do Salmo 23. A música surgiu após um raro jogo de domingo na década de 1970 e tem sido cantada nas partidas desde então. Os torcedores do time comemoram os gols pulando para cima e para baixo e cantando "Boing Boing". Isso remonta à temporada de 1992–93, quando o time foi promovido da nova segunda divisão. O instrumental The Liquidator, do Harry J. Allstars, também tem sido usado popularmente no estádio desde o final da década de 1960. A música de reggae "West Bromwich Albion", de Ray King, é outro hino do clube tocado popularmente antes dos jogos. Nos últimos anos, os torcedores do time comemoraram o final de cada temporada adotando um tema de fantasia para o último jogo fora de casa, inclusive vestindo-se como vikings em 2004 em homenagem ao Player of the Season Thomas Gaardsøe.
Em 2002–03, os torcedores do Albion foram eleitos os melhores da Premier League por seus colegas, enquanto no "teste de inteligência nacional" da BBC de 2002, Test the Nation, eles foram considerados "mais propensos a serem mais inteligentes do que qualquer outro torcedor de futebol, registrando uma pontuação média de 138".

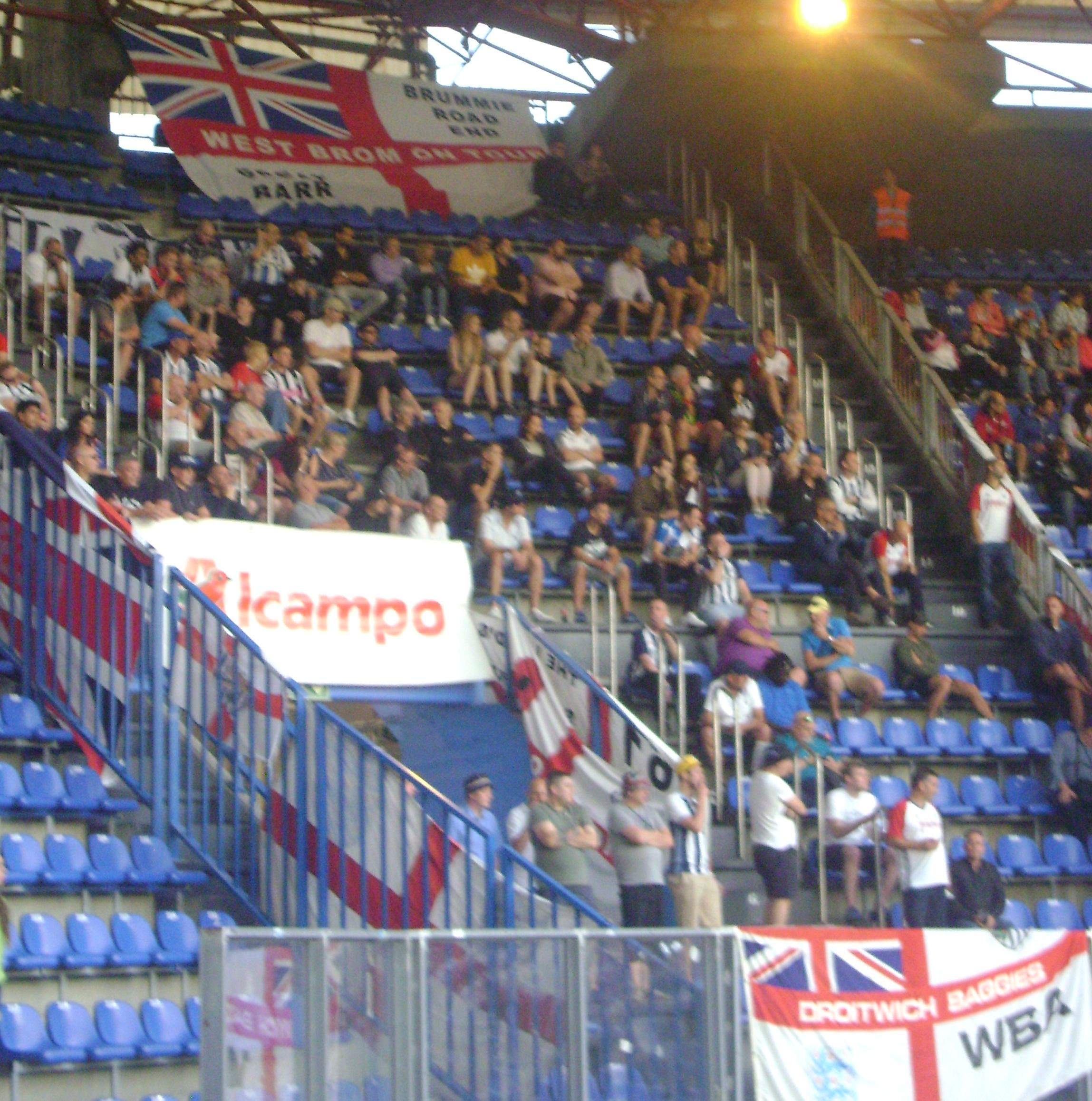
Torcedores do WBA em um jogo amistoso do Troféu Teresa Herrera contra o Deportivo de La Coruña.

Entre os fãs famosos estão os goleiros Aaron Ramsdale e Ben Foster, o comediante Frank Skinner, o apresentador de TV Adrian Chiles, o cantor do One Direction Liam Payne, o comediante Lenny Henry, a atriz Julie Walters, o guitarrista dos Rolling Stones, Ronnie Wood, o baterista do Led Zeppelin, John Bonham, os tenistas Ann Jones e Goran Ivanišević, a apresentadora de televisão Cat Deeley, o DJ Dave Haslam, os boxeadores Richie Woodhall e Tommy Langford, e o guitarrista Eric Clapton.

### Publicações
O clube publica um programa oficial para os torcedores desde 1905. A publicação foi intitulada Albion News por muitos anos, mas passou a se chamar Albion a partir da temporada 2002–03 até o final da temporada de 2013, quando voltou a se chamar Albion News. Ganhou o prêmio de Premier League Programme of the Year em 2002–03 e de Third Division Programme of the Year em 1991–92. Em 2007–08, foi premiado como o Championship Programme of the Year tanto pelo Programme Monthly quanto pelo Football Programme Directory.O programa tem uma tiragem de mais de 8.000 cópias. O primeiro fanzine do West Bromwich Albion, o Fingerpost, foi publicado de 1983 a 1992 e foi seguido por vários outros, principalmente o Grorty Dick (1989–2005) e o Last Train to Rolfe Street (1992–1995). Desde que Grorty Dick deixou de ser publicado em 2005, o clube agora só tem um fanzine dedicado a ele: "Baggie Shorts", produzido pela filial londrina do West Bromwich Albion Supporters Club.

### Apelido "Baggies"

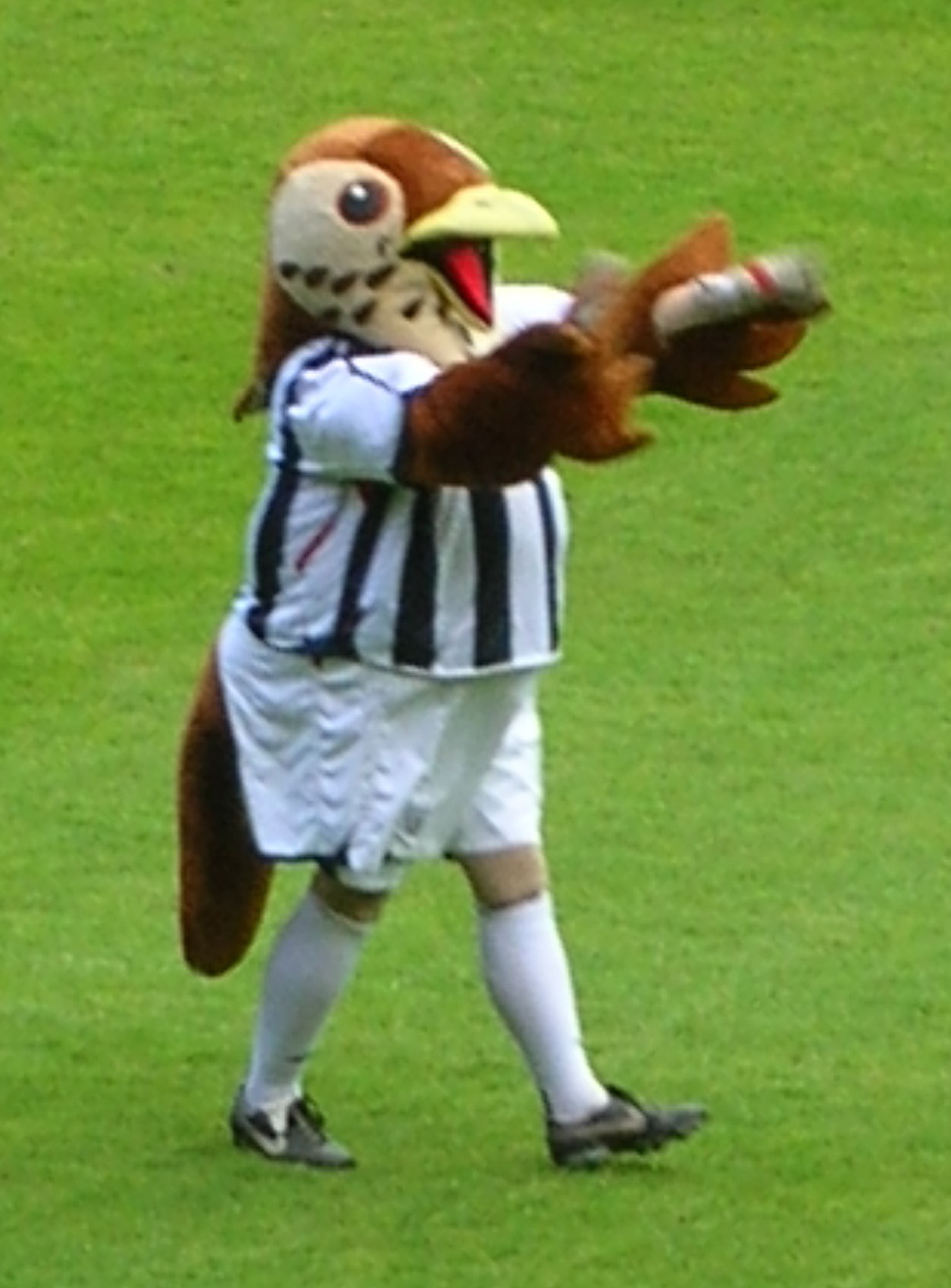
Baggie Bird é um dos dois mascotes do West Bromwich Albion.

Embora conhecido nos primeiros dias como "the Throstles", o apelido mais popular entre os torcedores do clube passou a ser "Baggies", um termo que o próprio clube desprezou por muitos anos, mas que depois adotou. A frase foi ouvida pela primeira vez no Hawthorns na década de 1900, mas suas origens exatas são incertas. Uma sugestão é que o nome foi dado aos torcedores do Albion por seus rivais do Aston Villa, por causa das calças largas que muitos torcedores do Albion usavam no trabalho para se protegerem do ferro derretido nas fábricas e fundições do Black Country. O historiador do clube, Tony Matthews, no entanto, sugere que o nome deriva dos "sacoleiros", que carregavam os valores dos jogos do clube em grandes sacolas de couro das catracas até o caixa na linha do meio de campo. Outras teorias se referem aos shorts largos usados por vários jogadores durante os primeiros anos do clube. Os mascotes oficiais do clube se chamam Baggie Bird e Albi; ambos se baseiam no tordo representado no brasão do clube.

## Principais títulos
| NACIONAIS               | NACIONAIS                                  | NACIONAIS | NACIONAIS |
|                         | Competição                                 | Títulos   | Temporadas |
| ----------------------- | ------------------------------------------ | --------- | --- |
|                         | Campeonato Inglês                          | 1         | 1919–20 |
|                         | Copa da Inglaterra                         | 5         | 1887–88, 1891–92, 1930–31, 1953–54 e 1967–68                                                                         |
|                         | Copa da Liga Inglesa                       | 1         | 1965–66 |
|                         | Supercopa da Inglaterra                    | 2         | 1920 e 1954* |
|                         | Campeonato Inglês - 2ª Divisão             | 3         | 1901–02, 1910–11 e 2007–08                                                                                           |
|                         | Campeonato Inglês - 3ª Divisão (Play-offs) | 1         | 1993 |
| REGIONAIS               |                                            |           | |
|                         | Competição                                 | Títulos   | Temporadas |
|                         | Birmingham Senior Cup                      | 7         | 1885–86, 1894–95, 1987–88, 1989–90, 1990–91, 2011–12 e 2013–14                                                       |
|                         | Staffordshire Senior Cup                   | 13        | 1882–83, 1885–86, 1886–87, 1888–89, 1899–00, 1901–02, 1902–03, 1923–24, 1925–26, 1931–32, 1932–33, 1950–51 e 1968–69 |
| TORNEIOS INTERNACIONAIS |                                            |           | |
|                         | Competição                                 | Títulos   | Temporadas |
|                         | Tennent Caledonian Cup                     | 1         | 1977 |

* Título compartilhado

## Campanhas de destaque
- Vice-Campeão Campeonato Inglês: 1924–25 e 1953–54

- Vice-Campeão Copa da Inglaterra: 1885–86, 1886–87, 1894–95, 1911–12 e 1934–35

- Vice-Campeão Copa da Liga Inglesa: 1966–67 e 1969–70

- Vice-Campeão Supercopa da Inglaterra: 1931 e 1968

## Recordes e estatísticas

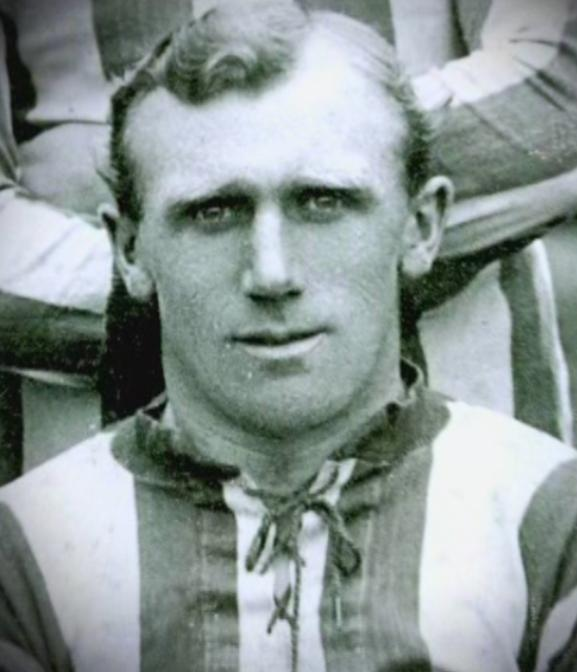
Jesse Pennington, o jogador do Albion que mais vestiu a camisa da seleção inglesa (em termos de partidas disputadas no clube). Ele representou seu país 25 vezes, sendo capitão em duas ocasiões.

O recorde de vitória do West Bromwich Albion foi a vitória de 12 a 0 na liga contra o Darwen, em 4 de abril de 1892. Essa ainda é a maior margem de vitória em um jogo na primeira divisão do futebol inglês, embora o recorde tenha sido igualado pelo Nottingham Forest, quando venceu o Leicester Fosse pelo mesmo placar em 1909. A maior vitória do Albion na Copa da Inglaterra foi quando venceu o Chatham por 10 a 1 em 2 de março de 1889. O recorde de derrota do clube na liga foi uma derrota por 3 a 10 contra o Stoke City em 4 de fevereiro de 1937, enquanto a derrota por 0 a 5 para o Leeds United em 18 de fevereiro de 1967 representa a maior derrota do Albion na FA Cup.
Tony Brown detém vários recordes do Albion. Ele fez o maior número de jogos pelo clube (720), bem como o maior número de jogos na liga (574), na Copa da Inglaterra (54) e em competições europeias (17). Brown é o maior artilheiro do clube na liga (218), na Copa da Inglaterra (27) e na Europa (8). Ele também é o maior artilheiro da história do clube, com 279 gols. William 'Ginger' Richardson marcou 328 gols pelo clube, mas isso inclui 100 gols durante a Segunda Guerra Mundial, que normalmente não são contados para os totais competitivos. Richardson detém o recorde do clube de maior número de gols na liga em uma única temporada, marcando 39 vezes em 1935–36.
O jogador internacional mais convocado do Albion, levando em conta apenas as partidas disputadas enquanto estava no clube, é Chris Brunt. Ele atuou 55 vezes pela Irlanda do Norte como jogador do Albion, ganhando 65 partidas no total antes de se aposentar do futebol internacional em 2017. Jesse Pennington é o jogador da Seleção Inglesa com mais partidas pelo clube, com 25 partidas. A maior taxa de transferência paga pelo clube foi de £15 milhões para o RB Leipzig por Oliver Burke em 25 de agosto de 2017. A taxa de transferência recorde recebida pelo Albion de outro clube foi pela transferência de Salomón Rondón para o Dalian Yifang em julho de 2019 por £16,5 milhões.